# CCDC137
CCDC137‏ (Coiled-coil domain containing 137) هوَ بروتين يُشَفر بواسطة جين CCDC137 في الإنسان.